# Monestir de Sant Pau de Narbona
El monestir de Sant Pau de Narbona fou un antic establiment religiós a la rodalia de la ciutat de Narbona, avui església dins la ciutat. Subsistia a l'inici del segle ix i que havia estat fundat amb tota probabilitat sota el domini dels visigots. Després de la revolució va esdevenir col·legial secular. A l'antic monestir i després església hi ha les restes de sant Pau de Narbona, el primer bisbe de la ciutat.

## Història
Un primer edifici, construït sobre les restes d'un antic cementiri paleocristià (s.III-s.IV) al voltant de la tomba del primer bisbe de Narbona, es va incendiar en el s. V i es va reconstruir. L'església preromànica va ser reconstruïda devers el 1180 amb les dimensions de l'actual església, amb una nau, un transsepte que no sobre surt dels laterals de l'església i un cor. Aquest darrer va ser destruït a principis del segle xii i va ser reconstruït el 1224 sota la direcció de l'abat Robaldus (o Robaldo), que el 1932 va ser nomenat bisbe de Pavia; durant aquesta reconstrucció també es varen transformar el transsepte, la nau central i les laterals. La tomba de Sant Pau, primer bisbe de Narbona, que segons la tradició va ser el procònsol Sergius Paulus, va ser traslladat el 1244 al cor de l'església. L'obra es va acabar el 1265.
Després d'un incendi de la coberta de la nau el 1368, les voltes i el pòrtic del campanar es varen refer. Els dos trams occidentals varen ser reconstruïts del 1432 al 1458. Al segle xvi es varen reforçar sis pilars de la nau.
L'edifici està classificat com a monument històric el 1862.

## Interior
La decoració d'algunes capitells de la nau representen els condemnats devorats per monstres. Els pilars circulars del cor estan adornats amb bells capitells amb fulles d'acant formant fris i rematades amb margarides als intervals.
En el cor, per sobre del cadirat, hi ha quatre pintures de Jacques Gamelin representant l'Assumpció de la Verge, Sant Carles Borromeu distribuint el sagrament als carrers de Milà, Sant Agustí defensant el misteri de l'encarnació davant d'una reunió de bisbes i Jesús predicant sobre la muntanya.
Al transsepte esquerre, les fulles d'una porta renaixentista estan encastats a la paret i a sobre hi havia quatre tapissos d'Aubusson de 1696, alguns dels quals han desaparegut.
Finalment cal esmentar la famosa pica d'aigua beneïda incrustada en el pilar dret entrant a l'església a través de la porta meridional: al fons de la pica hi ha una granota esculpida que el poeta Frederic Mistral va popularitzar. Ell conte a Mes origines, mémoires et récits la següent llegenda: el senyor Pignol retreu el seu fill Pignolet, que acaba de finalitzar la seva gira per França, no haver vist a Narbona l'obra mestra de les obres mestres a saber la granota que es troba de la pica d'aigua beneïda de l'església de Sant Pau. Pignolet obligat a tornar a Narbona per veure la famosa granota, li trenca una pota amb un cop de maça; l'aigua beneïda es convertiria immediatament en vermell sang i des de llavors el piló de la pica d'aigua beneïda quedaria vermellós.